# John Sherwood
John Sherwood (ur. 4 czerwca 1945 w  Selby) – brytyjski lekkoatleta, płotkarz, medalista olimpijski z 1968.
Specjalizował się w biegu na 400 metrów przez płotki, ale biegał również z powodzeniem 400 metrów płaskie, zwłaszcza w sztafecie × 400 metrów.
Na mistrzostwach Europy w 1966 w Budapeszcie odpadł w półfinale biegu na 400 metrów przez płotki, a w sztafecie × 400 metrów zajął wraz z kolegami 5. miejsce. Zdobył srebrny medal 400 m przez płotki na uniwersjadzie w 1967 w Tokio.
Zdobył brązowy medal na tym dystansie na igrzyskach olimpijskich w 1968 w Meksyku, za swym rodakiem Davidem Hemerym i Gerhardem Hennige z RFN. Na tych samych igrzyskach zajął 5. miejsce w sztafecie 4 × 400 m.
Na mistrzostwach Europy w 1969 w Atenach zdobył srebrny medal na 400 m przez płotki, przegrywając jedynie z Wiaczesławem Skomorochowem z ZSRR. Zwyciężył na tym dystansie na igrzyskach Brytyjskiej Wspólnoty Narodów w 1970 w Edynburgu. Odpadł w eliminacjach na mistrzostwach Europy w 1971 w Helsinkach, a na igrzyskach olimpijskich w 1972 w Monachium nie ukończył biegu eliminacyjnego.
Sherwood był mistrzem Wielkiej Brytanii (AAA) w biegu na 440 jardów przez płotki w 1966 i 1967 oraz na 400 metrów przez płotki w 1969 i 1971, wicemistrzem na 440 j ppł w 1968  oraz brązowym medalistą na 440 j ppł w 1965 i na 400 m ppł w  1972.
Rekordy życiowe Sherwooda:
| Konkurencja                     | Data i miejsce               | Wynik   |
| ------------------------------- | ---------------------------- | ------- |
| bieg na 400 metrów przez płotki | 15 października 1968, Meksyk | 49,03 s |

Od 1967 jest mężem brytyjskiej skoczkini w dal Sheili Sherwood, która również zdobyła medal na letnich igrzyskach olimpijskich w Meksyku.